# Stomolophidae
Stomolophidae is een familie van neteldieren uit de klasse van de Scyphozoa (schijfkwallen).

## Geslacht
- Stomolophus